# Platyceps collaris
Platyceps collaris — вид змій родини полозових (Colubridae). Один із 31 виду роду. Поширений переважно в Західній Азії. Мешканець середземноморських ландшафтів. Описано 2 підвиди.
Назва на інших мовах: Reddish Whip Snake (англ.); красноголовый полоз (рос.).

## Опис

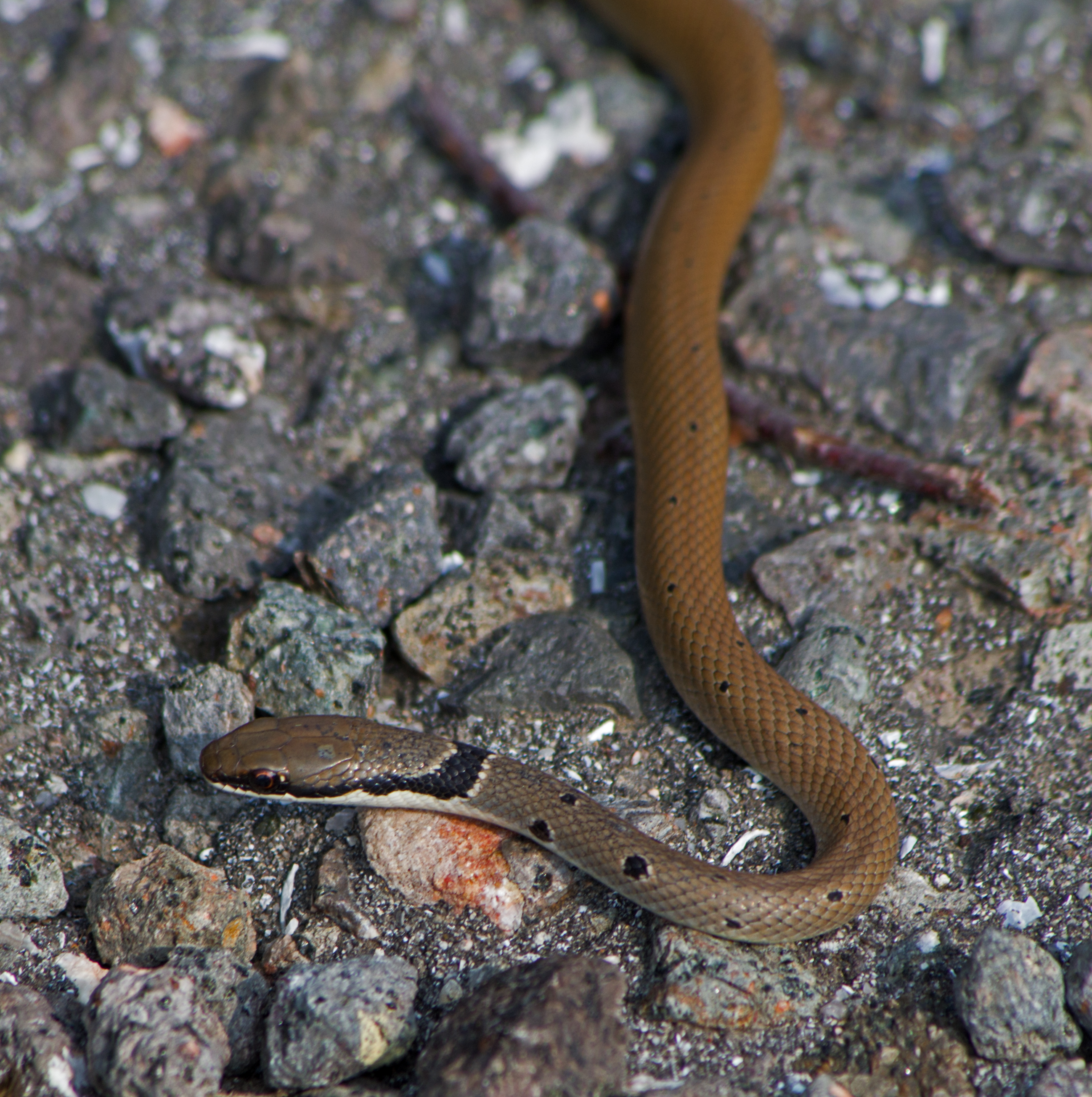

Невелика змія до 100 см завдовжки (в Європі до 70 см), із струнким граціозним тілом і відносно довгим хвостом (до половини довжини тіла), ззовні дуже схожа на полоза оливкового (Platyceps najadum).  Тулуб майже круглий у поперечному перерізі. Голова середнього розміру, сплощена, помітно відділена від тулуба шиєю. Очі великі, оточені кільцем блідої шкіри. Ніздрі розташовані між двох носових щитків. Верхньощелепні зуби поступово збільшуються за напрямком у глибину пащі, причому 2 останніх зуба відділені від інших невеликим проміжком; всі зуби без борозенок (не спеціалізовані для введення отрути). Спинна луска без реберець, з однією апікальною порою. Навколо середини тулуба 19 рядів лусок. Луска на череві має кілі з кожного боку. Підхвостові щитки розташовані в 2 ряди.
Верхня сторона тіла забарвлена в червонувато-коричневий або червонувато-сірий колір, з темною смугою зі світлою облямівкою на шиї та розкиданими меншими темними смугами з блідою облямівкою на передній частині тулуба. Черевна частина тіла білувато-жовта.

## Поширення
Середземноморський вид. В Європі поширений на чорноморському узбережжі Турецької Фракії і Південної Болгарії, у Західній Азії — у Західній і Південній Туреччині, Західній Сирії, Північному Ізраїлі, Західній Йорданії та Лівані.

## Місця проживання
Населяє кам'янисті місцевості і пагорби з чагарниками та рідколіссям, віддаючи перевагу сухим біотопам середземноморського типу. Не уникає сільськогосподарських орних та зрошуваних земель, пасовищ, виноградників та садів. В Європі мешкає на прибережних рівнинах і передгір'ях до висоти 200  м н. р. м.; в Західній Азії в гори піднімається до висоти 1500 м.
У Туреччині полоз мало поширений. В інших регіонах Західної Азії це, як правило, звичайний вид змій. У Болгарії, на краю ареалу, трапляється рідко.

## Особливості біології

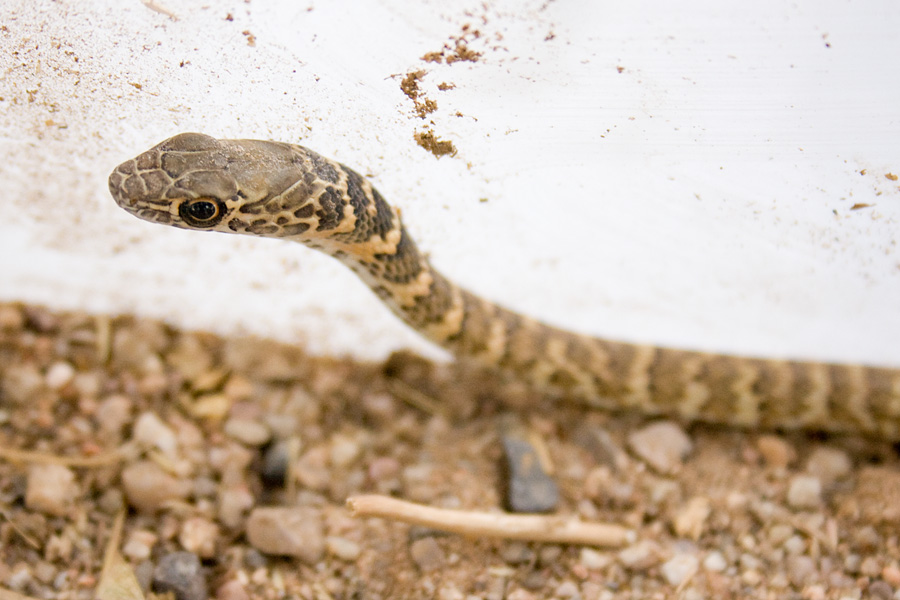
Молода особина

Веде денний спосіб життя, влітку може бути активним у сутінках. Зазвичай трапляється на поверхні землі та серед кам'янистих відслонень, але щоб погрітися або задля полювання може лазити по кущах. Дуже рухлива змія, при наближенні швидко тікає. Зазвичай не кусається при затриманні, але часто спорожнює анальні залози з неприємним секретом. Полози активні з березня по жовтень.
Живиться здебільшого ящірками, доповнюючи харчовий раціон великими комахами та іншими безхребетними. 
Полоз належить до яйцекладних змій. Парування відбувається в квітні — травні. Самиці в червні — липні відкладають кладки з 3—6 циліндричних яєць довжиною 25—30 × 8—9 мм. Молодь з'являється в кінці літа — на початку осені.

## Охорона
Стан більшості природних популяцій виду в межах ареалу залишається більш-менш стабільним. Саме тому він, згідно з Червоним списком МСОП, отримав охоронний статус «відносно благополучний вид». Суттєвою загрозою є лише переслідування людьми, що традиційно стосується багатьох видів змій. Platyceps collaris охороняється в Європі і занесений до Додатку ІІІ Бернської конвенції (охоронна категорія: вид підлягає охороні).

## Систематика
Один із 31 виду роду пласкоголових полозів (Platyceps).
Станом на 2025 рік описано 2 підвиди:
- Platyceps collaris collaris;
- Platyceps collaris rubriceps.